# 滾石唱片
滾石唱片是中華民國一家大型唱片公司，由段鍾沂、段鍾潭兄弟於1980年代創辦（最早的名稱為滾石有聲出版社），是中華民國戰後首家本土唱片公司，為華語世界中規模最大的唱片業者，並為亞洲地區第二大的獨立唱片公司，僅次於日本的愛貝克思集團。旗下曾擁有新格唱片、友善的狗、魔岩唱片、風雲唱片、大海嘯唱片、電星唱片、火山唱片、龍捲風唱片、基力音樂等子品牌。

## 歷史

### 1970年代
- 1975年，段鍾沂、段鍾潭兄弟在台灣台北市羅斯福路五福大廈創辦《滾石》雜誌，此即滾石唱片前身。
- 1976年，《滾石雜誌》創刊號出版，之後於1995年併入滾石文化發行刊物之行列中。《滾石雜誌》內容是以報導滾石集團旗下歌手之最新動態為主，發行對象以滾石唱片之會員為主。現已停刊。
- 1978年，滾石雜誌自台北市金山街搬至光復南路290巷1號5樓 , 並創辦的「紅草莓唱片郵購中心」在台北寄出第一批郵購信函。

### 1980年代

#### 1981年
- 3月14日，獲經濟部核准設立「滾石有聲出版社有限公司」(ROCK RECORDS & TAPES CO.,LTD.)[1]，正式投入音業事業之經營。
- 滾石唱片發行首張專輯《三人展》（吳楚楚、李麗芬、潘越雲合輯）[2]，自此開始從事製作及發行音樂唱片，期間滾石唱片代理EMI、RCA、BMG及Virgin等國外廠牌的唱片。[3]

1982年3月26日，成立滾石傳播股份有限公司（ROCK COMMUNICATIONS CO., LTD）。

#### 1986年
- 1月28日，引進日本技術發行CD。首張CD唱片是作家三毛和王新蓮聯手製作，齊豫、潘越雲演唱的《回聲》，這也是台灣流行音樂史上的第一張專輯CD唱片。
- 與香港唱片業交流，在台推出香港藝人 , 第一張專輯梅豔芳《蔓珠莎華》發行，並參與製作並代理香港華星唱片旗下藝人（梅艷芳、張國榮等）國語專輯的製作及發行，而香港唱片代理由現代唱片負責。
- 2月21日，另成立「滾石國際有限公司」(MUSIC STONE CO., LTD)，之後有限公司改組為股份有限公司。
- 12月31日，滾石唱片在台北市中華體育館舉辦快樂天堂跨年演唱會，由曹啟泰主持，是台灣第一場跨年演唱會。

#### 1988年
- 滾石推出其創業以來的首張台語專輯潘越雲的《情字這條路》。
- 滾石唱片授權滾石傳播代理的錄影帶品牌「滾石影帶」（ROCK VIDEO）正式出版；之後滾石傳播解散，滾石影帶由滾石唱片音像事業部接手出版。
- 滾石與音樂人鄭柏秋合資成立「巨石音樂」品牌，推出陳冠宇、賴英里、吳冠英、溫金龍等演奏專輯 , 並擁有林隆璇、張信哲等歌手。是當時以古典與流行結合的跨界音樂（Crossover）成功案例。
- 成立「鑽石唱片」，獲得香港太平洋唱片公司的授權 , 推出台灣首次低價古典品牌「NAOXS」, 創造驚人銷售成績。

1989年11月17日成立「天天音樂事業股份有限公司」。

### 1990年代

#### 1990年
- 滾石唱片曾在香港成立音樂工廠，旗下有袁鳳瑛等歌手，後在1990年代末結束。

- 1990年11月13日，成立滾石文化股份有限公司[6]。

#### 1991年
- 1991年，EMI 、BMG 相繼收回代理權，並在台灣成立分公司，滾石的營業額在市場上的規模急遽萎縮，同時為因應國際性唱片集團的競爭，滾石決定將市場擴至亞洲，自此滾石從一家台灣的唱片公司，轉型為區域性的唱片公司。[7]
- 1991年12月27日，日本波麗佳音與香港嘉禾電影公司及台灣滾石唱片公司，共同合資在台成立「波麗佳音股份有限公司」[8]。發行林強、林佳儀、LA Boy等歌手專輯。

#### 1992年
- 建立中國火品牌，在北京掀起搖滾浪潮。成立滾石馬來西亞（ROCK – Malaysia）、滾石新加坡（ROCK-Singapore）。[7]
- 成立滾石馬來西亞（ROCK – Malaysia）、滾石新加坡（ROCK-Singapore）。

#### 1993年
- 成立滾石香港（ROCK – Hong Kong）。
- 滾石唱片收購新格唱片新格唱片，並開始製作自家卡拉OK影碟；同年在香港開設分公司，並製作及發行粵語唱片及多部亞洲電視、無綫電視劇集主題曲（2005年結業）。滾石唱片亦曾與香港Silly Thing結盟。除了中國大陸和香港之外，滾石唱片亦在韓國、日本、新加坡、馬來西亞等華人較多之地區設有子公司。
- 1月14日，成立魔岩文化股份有限公司[9]。即魔岩唱片前身

1994年6月，滾石新加坡與上海聲像出版社合資成立上海滾石聲像製作有限公司。

#### 1995年
- 成立滾石韓國（ROCK – Korea）。
- 1995年6月29日，「滾石有聲出版社有限公司」(ROCK RECORDS & TAPES CO.,LTD.)[10]與「滾石國際股份有限公司」(MUSIC STONE CO., LTD)合併並更名為「台灣滾石唱片股份有限公司」(ROCK RECORDS(TAIWAN) CO., LTD)。
- 整合魔岩文化、昌彥、真言社三個品牌，成立魔岩唱片，7月11日發行首張專輯《伍佰的 Live》。
- 10月5日，另成立滾石國際股份有限公司（IMAR MUSIC ENTERTAINMENT (TAIWAN) CO., LTD）[11]。

#### 1996年
- 成立滾石中國（ROCK–China）、滾石日本（ROCK-Japan）、滾石泰國（ROCK-Thailand）。
- 魔岩唱片在臺灣正式註冊。當年並簽下郭英男及馬蘭吟唱隊，並協助其進行跨國官司，最終協助郭英男達成和解，取回《歡樂飲酒歌》原唱正名 ,  並開啟原住民跨界音樂出版路線。

#### 1997年
- 滾石唱片和東森電視合作，「滾石音樂台」（ROCK TV）開播[1]。1997年第4季，滾石音樂台停播。
- 成立滾石菲律賓（ROCK-Philippine）。
- 推動LABEL經營概念，陸續成立龍捲風、電星、飛迅、WOW Music等品牌。
- 7月16日，「台灣滾石唱片股份有限公司」(ROCK RECORDS(TAIWAN) CO., LTD)更名為「滾石國際音樂股份有限公司」(ROCK RECORDS CO., LTD)。
- 11月6日，「滾石國際音樂股份有限公司」(ROCK RECORDS CO., LTD)與「滾石國際股份有限公司」（IMAR MUSIC ENTERTAINMENT (TAIWAN) CO., LTD）合併，以「滾石國際音樂股份有限公司 (ROCK RECORDS CO., LTD)」為存續公司。

1998年11月23日，成立「藝瑪音樂股份有限公司」（IMAR MUSIC CO., LTD）於2002年3月21日更名為「滾石娛樂股份有限公司」（ROCK ENTERTAINMENT CO., LTD.），原成立之目的為管理海外關係企業的公司。

#### 1999年
- 1999年 「921大地震」對剛揮別亞洲金融風暴的台灣經濟造成不利影響。滾石另於年底成立「藝人經紀部門」, 企圖尋找新業務來源。

- 滾石集團成立「亞洲可樂網路科技〈股〉公司」發展音樂網路事業。另成立「網基網路〈股〉公司」，發展網路科技。
- 12月27日為迎接網路時代新經濟來臨，滾石集團積極佈局網路事業，於年底首次與創投公司Incubate 、和信超媒體、寶達投資及Yahoo！合資成立ROCK INTERNET CORPORATION（RIC），並由RIC(BVI)轉投資成立「滾石網絡科技股份有限公司」[12]，發展音樂網路事業。

### 2000年代

#### 2000年
- 2000年1月，滾石唱片宣布成立滾石網路（Rock Internet Corp.），簡稱RIC。
- 12月4日，成立「一娃娃明星商品股份有限公司」[13]，為因應國內流行趨勢，專營明星週邊產品之銷售及設計。

#### 2001年
- 與EMI、BMG及SONY之物流中心進行策略聯盟，於5月28日成立樂伯斯物流股份有限公司(REBS)[14]。
- 5月16日，和信超媒體宣布投資滾石網路300萬美元，取得5%股權。段鍾沂表示，他與和信超媒體董事長辜啟允是好朋友，所以才有這一段非獨家合作[2]。

2002年8月1日，由「滾石網絡科技(股)公司」另成立「滾石移動股份有限公司」（ROCK MOBILE CORPORATION (RMC)），主力發展手機通路內容提供事業，並募集到宏碁集團、西門子、華登及聯想等資金。其前身原為「滾石網絡科技娛樂通信事業部」，主要業務為無線娛樂內容服務平台及產品的開發與經營，市場版圖也正式跨足中國大陸市場。除了與中華電信、台灣大哥大、和信以及和信i-Mode、PHS、遠傳、泛亞及東信等系統業者擁有穩固的合作關係外，並與中國第一大行動通訊業者「中國移動」建立起長期的合作。目前已在中國大陸成功建置無線娛樂服務平台，2004年市場版圖囊括台灣全區、中國沿海與內陸各省，正式開啟大中華區的無線娛樂服務市長的龐大商機。
2003年，「滾石」和國際五大唱片之一的「環球」合作。滾石亞洲地區的發行權交由環球負責，市場包括香港、台灣、馬來西亞、新加坡及韓國。
2006年，原滾石唱片旗下歌手五月天與滾石唱片策略長陳勇志合作，以股東身份成立相信音樂，滾石唱片旗下擁有的五組藝人（五月天、品冠、強辯樂團、丁噹及梁靜茹）的合約都轉到了相信音樂；相信音樂擁有他們的經紀合約和他們的全部音樂版權，只有唱片發行交給滾石唱片（當時唱片合約還在滾石唱片）。《靜茹＆情歌-別再為他流淚》是梁靜茹發行的第10張中文音樂專輯，於2009年1月16日發行，此專輯由環球音樂代理發行，是相信音樂首張不經滾石唱片發行的專輯，亦暗示相信音樂正式脫離滾石唱片的合作關係。
2007年，滾石唱片曾代理天娛傳媒旗下歌手在台灣的唱片發行。

### 2010年代
2011年，滾石唱片推出《流行音樂愛情故事有聲漫畫書》，將眾多經典流行愛情曲目重新包裝、詮釋並活化，並藉數位通路擴大市場。將新內容、新創意運用在經典歌曲上，並結合經典流行音樂、數位科技、藝術教育及電信業者，共同推出音樂有聲漫畫書，推廣音樂至漫畫愛好者，並獲100年度流行音樂跨界產品及商務模式服務製作與開發補助案。
2016年4月，由滾石唱片參與製作的台灣單元劇《滾石愛情故事》在公視主頻首播。該年，也與DJ「Mykal」林哲儀合作，共同推出了台灣第一個由主流唱片公司所成立的電子音樂品牌「滾石電音」（ROKON）。

## 旗下藝人

### 現在

#### 滾石唱片
| 男歌手               | 男歌手              | 男歌手                |
| -------------------- | ------------------- | --------------------- |
| 吳克群 (和群娛樂)    | 張震嶽 (本色音樂)   | MC HotDog (本色音樂)  |
| 周華健               | 瘦子E.SO (本色音樂) | 小春 (本色音樂)       |
| 大淵 (本色音樂)      | 李浩瑋              | 王謙                  |
| 嚴梵                 | 達西                | 肯鄧                  |
| 女歌手               |                     |                       |
| 孫盛希               | 徐懷鈺              | 李心潔                |
| 林逸欣 (旋轉娛樂)    | 曹雅雯 (好聞國際)   | 蓋兒                  |
| 喬幼 (順風閣企業)    |                     |                       |
| 樂團 & 組合          |                     |                       |
| 頑童MJ116 (本色音樂) | 玖壹壹 (混血兒娛樂) | 小男孩樂團 (昌璐文創) |
| 战斧乐队             | CADEJO              | 九澤CP (原音兄弟)     |
| Dabda                | 福夢FUMON           | U:NUS                 |

#### 滾石電音
| 藝人                  | 藝人         | 藝人         |
| --------------------- | ------------ | ------------ |
| OVDS                  | 女孩與機器人 | 世外桃源     |
| 妮可醬                | 邱比         |              |
| 製作人 & DJ           |              |              |
| DJ Mykal a.k.a.林哲儀 | Slamer       | Djust (鄭平) |
| DJ Ground             | MixyMÖ       |              |

#### 息壤音樂
| 男歌手 | 男歌手 | 男歌手 |
| ------ | ------ | ------ |
| 奕超   | 林助家 | 廖士賢 |
| 女歌手 |        |        |
| 林佳欣 |        |        |

### 過去

#### 台湾
| - 李泰祥 - 李建復 - 李宗盛 - 李度 - 李麗芬 - 李威 - 李之勤 - 李聖傑 - 李雨寰 - 李崗霖 - 李國修 - 李權哲 - 李嘉 - 黎明柔（魔岩唱片） - 張艾嘉 - 張洪量 - 張信哲 - 张文森 - 小蟲 - 陳淑樺 - 陳綺貞（魔岩唱片） - 陳明章 - 陳珊妮 - 陳乃榮 - 陳葦廷 - 趙傳 - 趙詠華 - 趙之璧 - 鄒宗翰 - 游騰霖 - 何瑞康 | - 黃崇旭 - 黃韻玲 - 黃鶯鶯 - 黄嘉千 - 黃妃 - 黃品源 - 黄维德 - 黃鴻升 - 羅大佑 - 羅百吉（魔岩唱片） - 蕭福德 - 蕭淑慎 - 吳佩慈 - 吳忠明 - 劉若英 - 劉依純 - 林隆璇 - 林強 - 林凡 - 林垂立 - 林佑威 - 林子曦 - 林靖雨 - 林葉亭 - 苏见信 - 蘇慧倫 - 许绍洋 - 许景淳 - 徐雯倩 - 徐若瑄 | - 婷婷 - 郭子 - 王新莲 - 王识贤 - 汪佩蓉 - 朱約信（豬頭皮） - 伍佰（魔岩唱片） - 鄭進一 - 鄭柏育（ZENBØ） - 鄭華娟 - 馬兆駿 - 孔令奇 - 竇智孔 - 唐從聖 - 任賢齊 - 高培华 - 順子 - 楊乃文 - 齊秦 - 齊豫 - 潘越雲 - 戴爱玲 - 沈凤仪 - 彭靖惠 - 元若蓝 - 蔡秋鳳 - 翁倩玉 - 克麗絲叮 | - 卓文萱 - 萬芳 - 辛曉琪 - 娃娃（金智娟） - 曹格 （博美娱樂） - 金門王&李炳輝（魔岩唱片） - 五月天 - 動靜樂團 - 錦繡二重唱 - 強辯樂團 - 2moro - 强力重拍 - Kiss - 丸子 - IPIS - 原子邦妮 - io樂團 - 八三夭 - MIRAI 未來 - 賴銘偉 - 新寶島康樂隊 - 陳昇 - 小賴 - 曾子余 - 賴慈泓 - 王晴 - ALL IN 5 |

| - 成龍 - 羅文 - 草蜢（龍捲風音樂） - 風火海 - 梅艳芳 - 林忆莲（滾石唱片→魔岩音樂） - 张国荣 - 張智霖（龍捲風音樂） - 莫文蔚（滾石唱片→龍捲風音樂） - 陳松伶（龍捲風音樂） - Beyond - 劉美君 - 尹子維（龍捲風音樂） - 曾慶瑜 - 鍾鎮濤 - 星盒子 - 盧冠廷 - Black Box - 黃凱芹 - 何超儀 - 黃秋生 - 顏聯武（新石器樂園） - 袁鳳瑛（音樂工廠） - 黃耀明（音樂工廠） - 泰迪羅賓 - 鍾漢良 - 邰正宵 - 杜德偉 - 梁家輝 - 賈思樂 - 田蕊妮（亞視劇集歌曲） - 寶佩如（亞視劇集歌曲） - 符致逸 - 郭靜（新石器樂園） - 蔡興麟 | - 黑豹樂隊 - 唐朝樂隊 - 超載樂隊 - 地下婴儿樂隊 - 張楚 - 竇唯（魔岩唱片） - 何勇 - 巩俐 - 羽泉 - 艾敬 - 黃征 - 周韌 - 李泉 - 王勇 - 明萌派 - 杨青倩 - 張杰 - 李晟 - 郁可唯 - 李婭莎 - 魏雪漫 - 施艾敏 | - 周金亮 - 友弟 - 张盛德 - 张映坤 - 吉娜 - 李偲菘 - 李偉菘 - 林玉婷 - 陳慶祥 - 光良 - 巫奇 - 黃一飛 - 梁靜茹 - 品冠 - 年少 - 宇珩 - 方炯嘉 - 易桀齊 - 伍家輝 - 龔芝怡 - 蘇盈之 - 陳威全 - 潘嘉麗 - Padres - Bell宇田 - 鄭惠心 | - JuJu Club（） - 李基燦（이기찬） - 李成宇（이성우） - 尹石（） - 黃炫碩（윤현석） - 尹孫河（윤손하） - 金旻鍾（김민종） - 宋始玹（송시현） - Dog（디오지） - 張延朱（） - As One（） - 旅行素描（） - 高鎬慶（） - 朴蕙英（박혜영） - 金信佑（） - 韓承起（） - 金元俊（김원준） |

## 在台灣發行唱片列表（RD系列）
- RD1001 1985-11 齐豫 潘越云 回声—三毛作品第15号
- RD1002 1983-09 罗大佑 未来的主人翁
- RD1003 1986-01 潘越云 精选辑（一）
- RD1004 1986-01 潘越云 精选辑（二）
- RD1005 1988-01 合辑 滚石金曲
- RD1006 1985-03 张艾嘉 忙与盲
- RD1007 1988-06潘越云精选辑（三） 旧爱新欢
- RD1008 1982-04 罗大佑 之乎者也
- RD1009 1986-11 张艾嘉 你爱我吗
- RD1010 1988-07 纪宏仁 精选辑I 纪宏仁的舞夜电话
- RD1011 1981-03 张艾嘉 童年
- RD1012 1986-01李宗盛 李宗盛作品精选辑1
- RD1013 1986-01 合辑 李泰祥作品精选 告别
- RD1014 1986-12黄韵玲 黄韵玲精选1 忧伤男孩
- RD1015 1987-07 周华健 心的方向
- RD1016 1984-10 罗大佑 家
- RD1017 1987-09《桂花巷》电影原声大碟
- RD1018 1988-10潘越云精选辑（四） 纱的吻
- RD1019 1988-05《怨女》电影原声大碟
- RD1020 1988-06《京华烟云》电影原声大碟
- RD1021 1988-08 马兆骏精选辑1 我要的不多
- RD1022 1988-07 黄韵玲 蓝色啤酒海/你就是你
- RD1023 1988-08 潘越云 情字这条路
- RD1024 1988-08 周华健 我付出我的真爱，我实现我的梦
- RD1025 1988-10 林隆旋 听风的歌
- RD1026 1988-12齐豫 有没有这种说法
- RD1027 1988-12 赵传 我很丑可是我很温柔
- RD1028 1988-12 罗大佑 爱人同志
- RD1029 1988-12 黄韵玲 没有你的圣诞节
- RD1030 1989-01 李宗盛 84-89李宗盛作品集
- RD1031 1989-01 周华健 期待更多，付出更多
- RD1032 1989-02 合辑 美丽新世界
- RD1033 1989-02 罗弘武 坚固柔情
- RD1034 1989-04 陈升 放肆的情人
- RD1035 1989-05 赵传 我终于失去了你
- RD1036 1989-06 合辑 美丽新世界2-战争与和平
- RD1037 1989-03 张信哲 说谎
- RD1038 1989-07 崔健 浪子归
- RD1039 1989-06 红蚂蚁 红蚂蚁1
- RD1040 1989-07 罗大佑 爱人同志（香港版）
- RD1041 1989-07 张信哲 忧郁
- RD1042 1989-08 马兆骏 就要回家
- RD1043 1989-08 张洪量 心爱妹妹的眼睛
- RD1044 1989-09 齐秦 纪念日
- RD1045 1989-09 潘越云 我是不是你最疼爱的人
- RD1046 1989-11 罗大佑 青春舞曲
- RD1047 1989-10 李明依 小女生
- RD1048 1989-10 林隆旋 愤怒的情歌
- RD1049 1989-10 滚石小子 热力飞行
- RD1050 1989-11 周华健 最真的梦
- RD1051 1989-11 陈淑桦 跟你说听你说
- RD1052 1989-11 黑名单 抓狂歌
- RD1053 1989-11 陈杰洲 我听见有人叫你宝贝
- RD1054 1989-12 合辑 新乐园
- RD1055 1989-12 曹兰 好朋友
- RD1056 1989-12 张琼瑶 糖罐子
- RD1057 1990-02 于希平 单心
- RD1058 1989-12 罗大佑 情歌-闪亮的日子
- RD1059 1989-12 罗大佑 情歌-告别的年代
- RD1060 1989-12 张信哲 忘记
- RD1061 1989-12 陈姿均 何必要懂的太多
- RD1062 1989-11《衣锦还乡》电影原声大碟
- RD1063 1990-06 合辑 滚动1990
- RD1064 1990-01 合辑 欢唱1990
- RD1065 1990-01 曹兰 白雪坏公主
- RD1066 1990-01 合辑 大陆1990
- RD1067 1990-01 李碧华 等待
- RD1068 1990-01 齐秦 爱情宣言
- RD1069 1990-02 苹果派 同名专辑
- RD1070 1990-02《无卵头家》电影原声大碟
- RD1071 1990-03 苏慧伦 追得过一切
- RD1072 1990-03 黄心懋 你爱的是我还是别人
- RD1073 1990-04 齐豫 Where Have All The Flowers
- RD1074 1990-04 黄品源 男配角心声
- RD1075 1990-04 合辑 似曾相识
- RD1076 1990-05《笑傲江湖》电影原声大碟
- RD1077 1990-05 郑进一 我的坏男人
- RD1078 1990-05 杜德伟 谈情说爱
- RD1079 1990-07 李明依 不是演戏
- RD1080 1990-08 赵传 我是一只小小鸟
- RD1081 1990-08 马兆骏 心情七月
- RD1082 1990-08 合辑 摇滚舞道馆
- RD1083 1990-09 娃娃 甜蜜梦幻
- RD1084 1990-09 合辑 似曾相识2
- RD1085 1990-09 陈杰洲 成人礼
- RD1086 1990-09 陈升 贪婪之歌
- RD1087 1988-09 潘越云 男欢女爱
- RD1088 1990-10 潘越云 对你的十个疑问
- RD1089 1990-11 陈升 拥挤的乐园
- RD1090 1990-12 陶大伟 孙越 朋友歌
- RD1091 1990-12 合辑 我有话要说
- RD1092 1991-05 吴楚楚 潘越云 李丽芬 三人展
- RD1093 1990-12 李健复 夸父追日
- RD1094 1991-01 齐豫 有一个人
- RD1095 1990-12 潘越云 天天天蓝
- RD1096 1990-10 谢丽金 永远的女孩
- RD1097 1990-10 蔡荣祖 连梦也没有
- RD1098 1990-10 黄心懋 曾经有个女孩
- RD1099 1990-11 邹海音 寂寞战争
- RD1100 1990-11 苏慧伦 Maybe Tomorrow
- RD1101 1990-11 陈淑桦 一生守候
- RD1102 1990-11 周华健 不愿一个人
- RD1103 1990-12 林强 向前走
- RD1104 1990-12 陈明章 下午的一出戏
- RD1105 1991-05 罗大佑 追梦
- RD1106 1990-12 张洪量 蜕变
- RD1107 1990-12 郑进一 青春悲喜曲
- RD1108 1991-05 梅艳芳 亲密爱人
- RD1109 1991-02 徐雯倩 美丽的预谋
- RD1110 1991-01 蓝佩绮 透明对话
- RD1111 1991-01 庹宗华 庹宗华的怀抱
- RD1112 1991-02 齐秦 柔情主义
- RD1113 1991-02 周华健 Blue Bird
- RD1114 1991-02 黄品源 谁能让时间倒转
- RD1115 1991-02 三口组 逍遥甲自在
- RD1116 1991-02 MIT MIT(2)
- RD1117 1991-04 潘越云 春潮
- RD1118 1991-03 青春之星 脱掉制服
- RD1119 1991-03 倪敏然 小朋友万岁
- RD1120 1991-03 李明依 小女人
- RD1121 1991-01 合辑 滚石十年朋友1
- RD1122 1991-01 合辑 滚石十年朋友2
- RD1123 1991-01 合辑 滚石十年朋友3
- RD1124 1991-01 合辑 滚石十年朋友4
- RD1125 1991-01 合辑 滚石十年朋友5
- RD1126 1991-01 合辑 滚石十年朋友6
- RD1127 1991-01 合辑 滚石十年朋友7
- RD1128 1991-01 合辑 滚石十年朋友8
- RD1129 1991-01 合辑 滚石十年朋友9
- RD1130 1991-01 合辑 滚石十年朋友10
- RD1131 1991-05 杜德伟 My Love
- RD1132 1991-07 合辑 美丽新世界3-大风吹
- RD1133 1991-06 赵传 赵传四
- RD1134 1991-07 何笃霖 我行我素
- RD1135 1991-07 张仲嘉 即将拥有的
- RD1136 1991-07 高明瀚 陪着我流浪
- RD1137 1991-07 黑豹 同名专辑
- RD1138 1991-07 合辑 音乐工厂-皇后大道东
- RD1139 1991-07 苏慧伦 甜蜜心事
- RD1140 1991-08 小虫 私生活
- RD1141 1991-08 娃娃 大雨
- RD1142 1991-08 陈升 私奔
- RD1143 1991-09 黄韵玲 平凡
- RD1144 1991-12 赵传 You Are Always on My Mind
- RD1145 1991-09 三口组 新生活运动
- RD1146 1991-09 罗大佑 原乡
- RD1147 1991-10 陈勋 梦爱
- RD1148 1991-10 黄品源 真心
- RD1149 1991-11 黄心懋 轻忧郁
- RD1150 1991-12 陈淑桦 聪明糊涂心
- RD1151 1991-11 周华健 让我欢喜让我忧
- RD1152 1991-12 电影原声大碟 葬心
- RD1153 1992-01 成龙 第一次
- RD1154 1992-04 张洪量 有种
- RD1155 1992-01 万芳 放心
- RD1156 1992-01 合辑 杨佩佩精装大戏主题曲
- RD1157 1992-02 潘越云 十年原声剧情片
- RD1158 1992-02 潘越云 十年情歌收藏盒
- RD1159 1990-02 万芳 时间仍然继续在走
- RD1160 1992-04 黄莺莺 从心爱你
- RD1161 1992-05 合辑 东方之珠3
- RD1162 1992-05 徐雯倩 你的心总要我猜
- RD1163 1992-05 周华健 I Remember
- RD1164 1992-06 王秀如 面对面的坐着
- RD1165 1992-06 陈淑桦 淑桦的台湾歌
- RD1166 1992-07 杜德伟 狂风
- RD1167 1992-07 刚则斌 你在他乡
- RD1168 1992-07《警察的故事》电影原声大碟
- RD1169 1992-08 苏慧伦 寂寞喧哗
- RD1170 1992-07 潘越云 纯情青春梦
- RD1171 1992-07 珊蒂铃木 花热
- RD1172 1992-07 新宝岛康乐队 同名专辑
- RD1173 1992-08 黄莺莺 Tracy of Love
- RD1174 1992-08《暗恋桃花源》电影原声大碟
- RD1175 1992-08 合辑 滚石九大天王十二出好戏
- RD1176 1992-09 合辑 大家乐
- RD1177 1992-10 黄品源 面对品源
- RD1178 1992-11 娃娃 四季
- RD1179 1992-10《妖兽都市》电影原声大碟
- RD1180 1992-11 巫奇 我的情人
- RD1181 1992-12《无言的山丘》电影原声大碟
- RD1182 1992-12 BEYOND 信念
- RD1183 1992-11 唐朝 同名专辑
- RD1184 1992-11 陈升 别让我哭
- RD1185 1992-11 万芳 真情
- RD1186 1992-12 张艾嘉 爱的代价
- RD1187 1992-12 艾敬 我的1997
- RD1188 1992-12 合辑 中国火I
- RD1189 1992-12《霸王别姬》电影原声大碟
- RD1190 1992-12 杜德伟 Cherish
- RD1192 1992-12 合辑 滚石第一流台湾歌12王牌大车拼
- RD1193 1992-12 黄韵玲 彩色季节
- RD1194 1993-04 曾庆瑜 一往情深
- RD1195 1993-01 张洪量 整个给你
- RD1196 1993-02 合辑 滚石九大天王十二出好戏之齐唱贺岁
- RD1197 1993-03 黄凯芹 无怨无悔
- RD1198 1993-03 林忆莲 回来爱的身边
- RD1199 1993-04 合辑 音乐工厂2-首都
- RD1200 1993-05 林忆莲 不必在乎我是谁
- RD1201 1993-04 周华健 花心
- RD1202 1993-04 于光中 谢谢女孩谢谢你
- RD1203 1993-07 高明瀚 一切靠自己
- RD1204 1993-05 林叶亭 Subway
- RD1205 1993-06 李丽芬 发现
- RD1206 1993-06 苏慧伦 六月的茉莉梦
- RD1207 1993-06 刘佳慧 I
- RD1208 1993-10 赵传 约定
- RD1209 1993-11 娃娃 我对爱情不灰心
- RD1210 1993-07 合辑 滚石九大天王十二出好戏之纵情欢唱
- RD1211 1993-09 万芳 贴心
- RD1212 1993-10 李宗盛 卢冠廷 我们就是这样
- RD1213 1993-08 周华健 Songs of Bird
- RD1214 1993-09 李宗盛 希望
- RD1215 1993-09 BEYOND 海阔天空
- RD1216 1993-09 杜德伟 冒险游戏
- RD1217 1994-01 吉娜 妹妹你真美
- RD1218 1993-10 思菘 伟菘 玩耍专辑
- RD1219 1993-10 黄品源 抒情精选
- RD1220 1993-10 合辑 情歌纪念日
- RD1221 1993-10 齐豫 Love of My Life
- RD1222 1993-11 林忆莲 不如重新开始
- RD1223 1993-11 BEYOND This Is Love 2
- RD1224 1993-10 BEYOND 乐与怒
- RD1225 1993-11《新不了情》电影原声大碟
- RD1226 1993-11 合辑 光荣岁月
- RD1227 1993-11 合辑 风云际会
- RD1228 1993-12 THE PARTY 七个Happy Party
- RD1229 1993-12 合辑 心醉神迷满天星
- RD1230 1993-12 黄莺莺 宁愿相信
- RD1231 1994-01 合辑 爱在情歌蔓延时
- RD1232 1994-02 赵传 精挑细选
- RD1233 1994-01 李丽芬 就这样约定
- RD1234 1994-02 周华健 今夜阳光灿烂LIVE
- RD1235 1994-01 陈淑桦 爱的进行式
- RD1236 1994-04 苏慧伦 爱上飞鸟的女孩
- RD1237 1994-01 万芳 Tea for Two
- RD1238 1994-01 黄品源 生活精选
- RD1239 1994-04 林忆莲 天地野花情撼红馆演唱会
- RD1240 1994-03 杜德伟 All For You
- RD1241 1994-04 高人杰 我的翅膀
- RD1242 1994-10 窦唯 黑梦
- RD1243 1994-10 张楚 孤独的人是可耻的
- RD1244 1994-08 合辑 爱在战火蔓延时
- RD1245 1994-10 何勇 垃圾场
- RD1246 1994-04 泰迪罗宾 凡夫赤子
- RD1247 1994-04 杜德伟 天旋地转
- RD1248 1994-03 林强 娱乐世界
- RD1249 1994-04 黄莺莺 Escape
- RD1250 1994-05 齐豫 个人声音自传-敢爱
- RD1251 1994-05 齐豫 个人声音自传-敢梦
- RD1252 1994-04 猪头皮 笑魁念歌I-我是神经病
- RD1253 1994-06 李宗盛 不舍
- RD1254 1994-04 合辑 杨佩佩精装大戏主题曲二
- RD1255 1994-05 李之勤 蝴蝶花
- RD1256 1994-04 陈升 魔鬼的情诗
- RD1257 1994-04 THE PARTY 功夫Party乐派体
- RD1258 1994-06 曾庆瑜 Days of Summer
- RD1259 1994-06 周华健 风雨无阻
- RD1260 1994-06 赵咏华 我的爱 我的梦 我的家
- RD1261 1994-06 林忆莲 Sandy'94
- RD1262 1994-07 潘仪君 你给我一片天
- RD1263 1994-07 BEYOND Paradise
- RD1264 1994-07 合辑 祝你愉快……致家驹
- RD1265 1994-07 合辑 新滚石九大天王之年度大选
- RD1266 1994-08 赵传 爱我就给我
- RD1267 1994-11 张震岳 花开了没有
- RD1268 1994-08 辛晓琪 领悟
- RD1269 1994-09 黄耀明 明明不是天使
- RD1270 1994-08 梅艳芳 小心
- RD1271 1994-08 郝邵文 四岁
- RD1272 1994-08 刘铮 南下列车
- RD1273 1994-09 陈升 风筝
- RD1274 1994-08 万芳 断线
- RD1275 1994-10 苏慧伦 就要爱了吗
- RD1276 1994-12 杜德伟 绝对
- RD1277 1994-09 翁倩玉 永远相信
- RD1278 1994-09 许景淳 玫瑰人生
- RD1279 1994-10 赵咏华 我想我已经爱上你
- RD1280 1994-10 赵咏华 只要你对我再好一点
- RD1281 1994-10 赵咏华 求婚
- RD1282 1994-09 许景淳 路长情更长
- RD1283 1994-10 李丽芬 李丽芬的东西 爱不释手
- RD1284 1994-12 何超仪 造反
- RD1285 1994-11 萧福德 呒通伤阮的心
- RD1286 1994-10 李度 宁愿做个傻女人
- RD1287 1994-11 罗大佑 恋曲二000
- RD1288 1994-12《玫瑰香》电影原声大碟
- RD1289 1994-11 林忆莲 关于她的爱情故事
- RD1290 1994-11 新宝岛康乐队 第二辑
- RD1291 1994-11 狗毛 冲动
- RD1292 1994-11 罗百吉 I Don't Wanna See No欧巴桑
- RD1293 1994-12 林叶亭 和照片谈恋爱
- RD1294 1994-12 伍佰 浪人情歌
- RD1295 1995-01 林忆莲 Love，Sandy
- RD1296 1994-12 辛晓琪 味道
- RD1297 1995-01 巫奇 犯错
- RD1298 1995-01 猪头皮 笑魁念歌II-外好汝甘知
- RD1299 1995-01 合辑 新滚石九大天王之情歌大全
- RD1300 1995-02 辛晓琪 LOVE RUNS DEEP
- RD1301 1994-12 赵咏华 问心无愧
- RD1302 1995-01 周华健 我愿意去等
- RD1303 1995-03 娃娃 随风
- RD1304 1995-05 郑愁予 张世儫 文人的深情世界
- RD1305 1995-01 合辑 春天的花蕊
- RD1306 1995-01 成龙 超级精装大戏主题曲
- RD1308 1995-03 万芳 一切如新
- RD1309 1995-03 小虫 活在爱里
- RD1310 1995-05 刘若英 少女小渔的美丽与哀愁
- RD1311 1995-05 陈升 恨情歌
- RD1313 1995-04 翁倩玉 美丽的歌
- RD1314 1995-05 李健复 牧歌 旅梦系列之一
- RD1315 1995-05 陈俪伶 相思 旅梦系列之二
- RD1316 1995-05 王识贤 啊！伤心的话
- RD1317 1995-06 许景淳 女人哪
- RD1319 1995-07 张国荣 宠爱
- RD1320 1995-07 周华健 爱相随
- RD1321 1995-07 沈凤仪 苦苦相逼
- RD1322 1995-09 辛晓琪 遗忘
- RD1325 1995-06 陈淑桦 淑桦盛开Forever
- RD1326 1995-07 劉依純 真心變無心（宣傳單曲）
- RD1327 1995-07 林忆莲 Simple
- RD1328 1995-12 巫奇 不顾一切
- RD1329 1995-08 李度 好想好好
- RD1330 1995-10 赵传 当初应该爱你
- RD1331 1995-09 杜德伟 天真
- RD1332 1995-10 苏慧伦 满足
- RD1333 1995-10 罗大佑 追梦2-大时代的避风港
- RD1335 1995-10 BEYOND 爱与生活
- RD1336 1995-10 新宝岛康乐队 第三辑
- RD1337 1995-11 合辑 乱世佳人
- RD1338 1995-11 合辑 新好男人
- RD1339 1995-12 陈淑桦 生生世世
- RD1340 1995-12 杜德伟 Best Love
- RD1341 1995-12 辛晓琪 Winter Light
- RD1342 1995-12 刘若英 雨季
- RD1343 1996-01 万芳 割爱
- RD1345 1996-02 新宝岛康乐队 老宝岛康乐队
- RD1346 1996-02 齐豫 Tears
- RD1347 1996-01 许景淳 天顶的月娘啊
- RD1350 1996-02 林忆莲 I Swear
- RD1351 1996-08 梁家辉 诱惑我一辈子
- RD1352 1996-02 周华健 爱的光
- RD1353 1996-04 合辑 快乐天堂
- RD1354 1996-04 黄维德 爱情鸟
- RD1355 1996-04 黄嘉千 爱都给我
- RD1356 1996-05 苏慧伦 Lemon Tree
- RD1357 1996-02 成龙 龙的心
- RD1358 1996-09 辛晓琪 爱上辛晓琪不只是我的错
- RD1359 1998-01 陈淑桦 失乐园
- RD1360 1996-06 任贤齐 依靠
- RD1361 1996-08 杜德伟 发现爱
- RD1362 1996-05 小虫 想得太美
- RD1363 1996-05 合辑 英雄美人
- RD1364 1996-11 许景淳 芬芳
- RD1365 1996-06 郭子 回郭集1-原来是郭子
- RD1366 1996-07 陈升 夏
- RD1367 1996-07 赵传 黑暗的英雄
- RD1368 1996-06 李度 为爱犯了罪
- RD1369 1998-06 锦绣二重唱 情比姐妹深
- RD1370 1996-08《金枝玉叶2》电影原声大碟
- RD1371 1996-07 林忆莲 夜太黑
- RD1372 1996-09 周华健 小天堂
- RD1373 1996-10 郭子 为爱偷生
- RD1374 1996-10 万芳 就值得了爱
- RD1375 1996-10 刘若英 到处乱走
- RD1376 1996-12 巫奇 你怎么没看见
- RD1377 1996-10 无印良品 掌心
- RD1378 1996-12 李心洁 同一个星空下
- RD1379 1996-12 苏慧伦 柠檬原舞曲
- RD1380 1996-11 高培华 I'm Happy
- RD1381 1997-01 黄嘉千 爱已经满满的
- RD1382 1997-01 林忆莲 Wonderful World
- RD1383 1996-12 杜德伟 Best Love 2
- RD1384 1996-12 苏慧伦 鸭子
- RD1386 1996-12 新宝岛康乐队 第树辑
- RD1387 1997-03 李度 够了
- RD1388 1996-12 任贤齐 心太软
- RD1390 1996-12 合辑 乱世佳人2
- RD1391 1996-12 合辑 新好男人2
- RD1392 1997-01 合辑 情牵女人心1
- RD1393 1997-01 合辑 情牵女人心2
- RD1395 1997-02 苏慧伦 鸭子原舞曲
- RD1396 1997-04 周华健 朋友
- RD1400 1997-01 郑华娟 王新莲 往天涯的尽头单飞
- RD1401 1997-01 潘越云 旧爱新欢
- RD1402 1997-01 黄韵玲 忧伤男孩
- RD1403 1998-03 徐怀钰 第一张个人专辑
- RD1405 1997-07 林忆莲 The Best of Sandy [Live]
- RD1406 1997-04 辛晓琪 女人何苦为难女人
- RD1407 1997-07 万芳 左手
- RD1409 1997-08 苏慧伦 傻瓜
- RD1410 1997-05 无印良品 无印良品x2
- RD1411 1997-07 陈升 六月
- RD1412 1997-10 许景淳 纯·景淳
- RD1413 1997-06 合辑 2势力
- RD1415 1997-06 许景淳 硕果景淳
- RD1416 1997-12 任贤齐 很受伤
- RD1417 1997-08 苏慧伦 圈圈
- RD1418 1997-09 杜德伟 不走完美
- RD1419 1998-02 杜德伟 钟爱1998新选集
- RD1420 1998-09 辛晓琪 每个女人
- RD1421 1997-07 合辑 驿动男人心1
- RD1422 1997-07 合辑 驿动男人心2
- RD1423 1997-07 娃娃 娃娃精选
- RD1425 1997-09 洪敬尧 失眠圣经
- RD1426 1998-01 无印良品 三人行
- RD1427 1998-11 刘若英 很爱很爱你
- RD1428 1997-11 周华健 光阴似健
- RD1429 1998-06 李心洁 Bye Bye童年
- RD1430 1997-12 郭子 这样对我最好
- RD1431 1997-12 齐豫 骆驼·飞鸟·鱼
- RD1433 1997-11《爱情麻辣烫》电影原声带
- RD1435 1998-01 林玉婷 拒绝不了
- RD1436 2000-06 MIRAI 未来
- RD1437 1997-11 张洪量 情定日落桥
- RD1438 2007-02 潘越云 阿潘的音乐冒险
- RD1450 1997-12 合辑 美丽新乐园
- RD1451 1997-12 高培华 就是高培华
- RD1452 1997-12 合辑 新好男人3
- RD1453 1997-12 合辑 乱世佳人3
- RD1455 1998-09 窦智孔 Cool Eyes
- RD1456 1998-03 万芳 林万芳歌本1-答案
- RD1458 1998-01 苏慧伦 失恋万岁
- RD1459 1998-01 徐怀钰 飞起来
- RD1460 1998-01《我是谁》电影原声大碟
- RD1465 1998-08 杜德伟 Alex To My Love
- RD1466 1998-09 杜德伟 Talking Heart To Heart
- RD1467 1998-05 李心洁 自由
- RD1468 1998-04 张国荣 Printemps春天
- RD1470 1998-08 任贤齐 爱像太平洋
- RD1471 1999-01 苏慧伦 Happy Hours
- RD1472 1998-05 锦绣二重唱 We Can Make It！
- RD1473 1998-05 合辑 98’金曲奖大赢家
- RD1475 1998-08 周华健 有故事的人
- RD1476 1998-08 徐怀钰 5.6.7.8.Going
- RD1477 1998-10 徐怀钰 向前冲
- RD1478 1999-02 无印良品 想见你
- RD1479 1998-07 陈升 鸦片玫瑰
- RD1481 1998-10 汪佩蓉 散热
- RD1482 1999-05 万芳 不换
- RD1483 1998-10 任贤齐 对面的女孩看过来EP
- RD1485 1998-12 汪佩蓉 请你Cha-Cha
- RD1486 1998-12 阿牛 第一张创作专辑
- RD1487 1998-12 陈升 魔鬼的情诗2
- RD1488 1998-12《天浴》电影原声大碟
- RD1489 1999-02 周华健 My Oh My
- RD1490 1998-12 合辑 韩国疯之团团转
- RD1491 1999-01 合辑 新台湾男人
- RD1492 1999-01 合辑 新台湾女人
- RD1493 1999-01 DIVA 第一张大碟
- RD1495 1999-12 黄品源 狠不下心
- RD1496 1999-03 锦绣二重唱 我的Super Life
- RD1497 1999-08 Y.I.Y.O 同名专辑
- RD1498 1999-06 杜德伟 99情人
- RD1499 1999-03 辛晓琪 守侯
- RD1501 1999-06 任贤齐 认真精选辑
- RD1502 1999-08 李心洁 裙摆摇摇
- RD1503 1999-04 合辑 1999金曲奖大赢家
- RD1504 1999-11 周华健 Now
- RD1505 1999-07 五月天 第一张创作专辑
- RD1506 1999-09 梁静茹 一夜长大
- RD1507 1999-06 Kiss Shut Up
- RD1508 2000-01 刘若英 我等你
- RD1509 1999-07 小林优美 ABYSS WHY
- RD1510 1999-07 赵咏华 相见太晚
- RD1511 1999-08 合辑 天下大乱花木兰之杨佩佩大战金庸戏剧主题曲全纪录
- RD1512 1999-12 苏慧伦 懒人日记
- RD1513 1999-08 合辑 韩国疯之团团转2
- RD1514 1999-08 水晶男孩 恋人Couple
- RD1515 1999-12 无印良品 珍重-分手纪念精选
- RD1517 1999-10 辛晓琪 怎么
- RD1518 1999-11 齐豫 C'est La Vie
- RD1519 1999-09 GACKT Vanilla香草
- RD1520 1999-10 阿牛 爱我久久
- RD1521 1999-10 赵传 勇敢一点
- RD1522 2000-01 任贤齐 为爱走天涯
- RD1523 1999-12 星盒子 打开星盒子
- RD1524 1999-11 DIVA 千禧天后
- RD1525 1999-11 张文森 发现张文森
- RD1526 1999-12 野孩子 感觉不到你
- RD1527 2000-06 Kiss 看着办
- RD1528 1999-12 杜德伟 跟着我一辈子
- RD1529 1999-11 五月天 第168场演唱会
- RD1530 1999-11 合辑 黄色圣诞
- RD1532 2000-04 彭靖惠 解套
- RD1533 2000-01 徐怀钰 LOVE
- RD1534 2000-01 合辑 甩掉大烦恼&爱恨大和解
- RD1535 2000-01 合辑 情歌大复活
- RD1536 2000-08 梁静茹 勇气
- RD1537 2000-07 五月天 爱情万岁
- RD1539 2000-05 黄国伦 带领我
- RD1540 2000-03 锦绣二重唱 锦绣3温暖
- RD1541 2000-02 合辑 小齐的云国历险记
- RD1542 2000-03 JUN POWER
- RD1543 2000-05 刘美君 爱自己
- RD1545 2000-04 酷龙 新世界
- RD1546 2000-04 赵传 赵传奇
- RD1547 2000-05 李度 寻他千百度
- RD1548 2000-06 无印良品 珍重无印良品再见演唱会
- RD1549 2000-06 莫文蔚 Come On Come On
- RD1550 2000-05 合辑 SUPER BAND BAND BAND
- RD1551 2000-05 陈升 思念人之屋
- RD1552 2000-05 黄国伦 挣扎
- RD1553 2000-06 莫文蔚 No.1新曲精选全记录
- RD1554 2000-08 合辑 流浪汉
- RD1555 2000-08 赖皮4 我最爱的就是你
- RD1556 2000-08 BAZOO 舞林霸主
- RD1557 2000-08 徐怀钰 欲望
- RD1558 2001-01 杜德伟 I Believe
- RD1559 2000-11 万芳 这天
- RD1560 2000-09 李心洁 爱像大海
- RD1561 2000-10 辛晓琪 谈情看爱
- RD1562 2000-12 新宝岛康乐队 第舞辑
- RD1563 2000-11 黄品源 海浪
- RD1564 2000-10 强力重拍 由零开始
- RD1565 2000-09 合辑 921的天光
- RD1566 2000-10《花样年华》电影原声大碟
- RD1567 2001-03 赵传 那个傻瓜爱过你
- RD1568 2000-12 刘沁 你明明爱我
- RD1569 2000-11 年少二人组 放不下你
- RD1570 2000-11 黄嘉千 爱已升天
- RD1571 2001-05 五月天 电影音乐作品《候鸟》
- RD1572 2000-11 黄嘉千 我们都要
- RD1573 2000-11 刘沁 都是刘沁
- RD1575 2001-05 汪佩蓉 It's you
- RD1576 2000-10 莫文蔚 十二楼的莫文蔚
- RD1577 2000-10 合辑 NOW CHINESE BEST 2
- RD1578 2001-01 刘若英 年华
- RD1579 2000-11 锦绣二重唱 锦绣罗曼史I-美丽与哀愁
- RD1580 2000-11 张洪量 青春梦
- RD1582 2000-12 任贤齐 天使兄弟小白脸
- RD1583 2000-12 五月天 十万青年站出来
- RD1584 2001-03 品冠 疼你的责任
- RD1585 2001-12 赵之璧 在你和天空之间
- RD1586 2001-10 周华健 忘忧草
- RD1587 2001-03 彭靖惠 猫小姐
- RD1588 2001-05 光良 第一次
- RD1589 2001-01 合辑 1哥滚石2000年国台语精选
- RD1590 2001-01 合辑 1姐滚石2000年国台语精选
- RD1591 2001-01 合辑 1哥1姐滚石2000国台语精选
- RD1592 2001-02 合辑 2001爱你爱一辈子
- RD1593 2001-02 合辑 2001爱你爱一世纪
- RD1594 2001-02 合辑 2001爱人爱一百年
- RD1595 2001-02 品冠 自创品牌1996-2000创作记录
- RD1596 2001-05 刘若英 收获
- RD1597 2001-08 锦绣二重唱 锦绣罗曼史II-夏之旅
- RD1598 2001-06 梁静茹 闪亮的星
- RD1599 2001-04 合辑 金曲大赢家3 [6]
- RD1600 五月天 人生海海
- RD1601 卓文萱 1986
- RD1602 阿牛 无尾熊抱抱
- RD1603 孔令奇 01
- RD1604 李欣芸 国际漫游
- RD1606 任贤齐 飞鸟
- RD1607 苏慧伦 恋恋真言
- RD1608 辛晓琪 永远
- RD1609 五月天 你要去哪里
- RD1610 黄品源 简单情歌
- RD1611 万芳 收信快乐
- RD1612 梁静茹 我喜欢Sunrise
- RD1613 品冠 U-TURN 180`转弯
- RD1614 莫文蔚 含情莫莫
- RD1615 陈升 五十米深蓝
- RD1616 WEWE HAPPY DAY
- RD1618 合辑 男人帮
- RD1619 合辑 女儿红
- RD1620 任贤齐 一个任贤齐
- RD1621《爱情灵药》电影原声带
- RD1622 辛晓琪 恋人啊
- RD1623 万芳 相爱的运气
- RD1624 萧淑慎 爱恨萧淑慎
- RD1625 K歌王国男人K歌
- RD1626 K歌王国女人K歌
- RD1627 K歌王国男女K歌
- RD1628《想飞》电影原声带
- RD1629 许绍洋 A1
- RD1630 梁静茹 Time & Love演唱会LIVE 全记录
- RD1631 刘若英 Love and The City
- RD1634 合辑 半成年主张
- RD1635 HC3好吃3 我们是朋友
- RD1636 钟汉良 流向巴黎
- RD1637《涩女郎》电视原声带
- RD1638 五月天 《摇滚本事》电影音乐原声带
- RD1639《圣夏零度℃》 电视原声带
- RD1640 光良 光芒
- RD1641《蓝色大门》电影原声带
- RD1642 刘若英 [单身日志]演唱会LIVE全记录
- RD1643 李威 迷彩李威
- RD1645 李心洁 MAN & WOMAN
- RD1646 费玉清 经典费玉清 国语金曲
- RD1647 费玉清 经典费玉清 台语金曲
- RD1648 梁静茹 美丽人生
- RD1650 张国荣 挚爱 1995-2003
- RD1651 羽泉 没你不行
- RD1652 合辑 简单情歌2男人真幸福
- RD1653 孔令奇 WORLD PEACE
- RD1655 合辑 毕业干什么
- RD1657 林佑威 那条街
- RD1658 邰正宵 两边
- RD1659《第8号当铺》电视原声带
- RD1660 周华健 一起吃苦的幸福
- RD1661 许绍洋 傻的可以
- RD1662 梁静茹 恋爱的力量
- RD1663 丸子 关东煮
- RD1665 音乐剧《梁祝》全曲版
- RD1666 五月天 时光机
- RD1667 音乐剧《梁祝》精选版
- RD1668 周华健 周而复始
- RD1669 陈淑桦 给淑桦的一封信
- RD1670 杨乃文 FAITH 第一张精选
- RD1673 陈升 魔鬼A春天
- RD1675 张洪量 全世界只有你不知道
- RD1676 钟镇涛 男人
- RD1677 任贤齐 情义
- RD1678 五月天 音乐电影《五月之恋》
- RD1679 辛晓琪 我也会爱上别人的
- RD1680 五月天 天空之城复出演唱会
- RD1681 品冠 门没锁
- RD1682 张震岳 阿岳正传
- RD1683《撞球小子》电视原声带
- RD1685《爱情风暴 美丽99》电视原声带
- RD1686 伍佰 爱你伍佰年
- RD1687《心恋》电影原声带
- RD1688 黄品源 感谢·情人
- RD1689 李宗盛 爱的代价 李宗盛爱情论
- RD1690 万芳 ONE芳
- RD1691 爱情合约电视原声带
- RD1692 香草恋人馆电视原声带
- RD1695 合辑 ALL-STAR我华丽的摇滚梦
- RD1696 梁静茹 燕尾蝶
- RD1698 杜德伟 脱掉
- RD1699 新宝岛康乐队 第6发
- RD1700 李圣杰 绝对痴心·手放开
- RD1701 宇恒 宇宙永恒 Happy day
- RD1702 任贤齐 两极
- RD1703 陈升 鱼说
- RD1705《梦游夏威夷》电影原声带
- RD1706 光良 童话
- RD1707 品冠 后来的我
- RD1708 五月天 神的孩子都在跳舞
- RD1709 向左走向右走
- RD1710 周华健 雨人
- RD1711 遇见100%幸福
- RD1712 陈绮贞 CHEER精选
- RD1713 IPIS 爱重生
- RD1715《双响炮》热恋歌
- RD1716 梁静茹 爱的大游行LIVE全纪录
- RD1717 汪佩蓉 只要你快乐
- RD1718 动静乐团 相信未来
- RD1719 杜德伟 独领风骚20年新歌+精选集
- RD1720 五月天 Final Home Live全纪录
- RD1746 合辑 台客摇滚百万惊险辑
- RD1747 五月天 知足Just My Pride最真杰作选
- RD1748 动静乐团 超越命运之热血江湖
- RD1749 动静乐团 同名专辑
- RD1750 梁静茹 丝路
- RD1751 小护士 青春豆
- RD1752 黄崇旭 首张个人专辑
- RD1753 SO WHAT 说故事给你听
- RD1755 2moro 双胞胎的初回盘
- RD1756 阿牛 桃花朵朵开
- RD1757 陈小霞 哈雷妈妈
- RD1758 MC HOTDOG Wake Up
- RD1759 周华健 拼了
- RD1760 曹格 格格BLUE
- RD1761《神雕侠侣》电视原声带
- RD1762 TWINS 八十块环游世界
- RD1763 容祖儿 Jump up9494
- RD1765 SO WHAT 当我们开始旅行
- RD1766 元若蓝 爱X无限大
- RD1768 李圣杰 关于你的歌
- RD1769 林忆莲 回忆莲莲
- RD1770 光良 十 光年
- RD1771 强辩 冠军
- RD1772 梁静茹 亲亲
- RD1773 谢霆锋 毋忘我新曲创作集
- RD1775《盛夏光年》电影主题曲概念专辑
- RD1776 卓文萱 习惯
- RD1777 2moro 2 more loves
- RD1778 品冠 爱到无可救药
- RD1779 合辑 Simple Life
- RD1780 陈升 这些人，那些人
- RD1781 易桀齐 一整片天空
- RD1782 潘越云 再见离别
- RD1783 潘越云 胭脂北投
- RD1784 潘越云 无言的歌
- RD1785 潘越云 世间女子
- RD1786 潘越云 相思已是不曾闲
- RD1787 潘越云 新曲与精选
- RD1788 曹格 Superman
- RD1789 超强男女对唱情歌合辑 K歌情人雅座
- RD1790 黄品源 泪光闪闪 源来有你
- RD1791 五月天 为爱而生
- RD1792 邰肇玫 雪歌
- RD1793 马兆骏 心存感激
- RD1795 锦绣二重唱 20年后的幸福
- RD1796 张震岳 OK
- RD1797 王新莲 如果你不认识我
- RD1798 崔苔菁 蝴蝶
- RD1799 李宗盛的理性与感性作品音乐会
- RD1800 合辑 超级星光PK宝典
- RD1801 LISA 绮想世界
- RD1802 黄韵玲 蓝色啤酒海
- RD1805 MICHEAL孙 爱忠义
- RD1806 唐晓诗 上了你瘾
- RD1807 唐晓诗 钱怀琪 许景淳 相遇
- RD1808 卓文萱 幸福氧气
- RD1811 张国荣 Leslie Cheung Forever
- RD1812 新宝岛康乐队 <七>卫生纸
- RD1816 合辑 K歌情人派对
- RD1817 周华健 水浒108 张大春现代京剧原声带
- RD1818 曹格 Super Sunshine
- RD1819 合辑 超级星光PK宝典2
- RD1820 李正帆 二月三十一 我将离开你
- RD1821《命中注定我爱你》电视原声带
- RD1822《翻滚吧！蛋炒饭》电视原声带
- RD1823 赵咏华 最好只到这里
- RD1825 小护士 想太多
- RD1826 林琼珑 22排A座
- RD1827 参劈 押韵的开始
- RD1828 顽童MJ116 How We Roll
- RD1829 蔡淳 再唱一次
- RD1830 合辑 一起飞
- RD1831 易桀齐 有你真好
- RD1832 MC HOTDOG 差不多先生
- RD1833 赵咏华 别问我会不会后悔
- RD1835《光阴的故事》电视原声带
- RD1836 卓文萱 超级喜欢
- RD1837 马念先 马拉桑醉饱满精选
- RD1838 纵贯线 北上列车
- RD1839 陈升 美丽的邂逅
- RD1840 杨弦 中国现代民歌集
- RD1841 杨弦 西出阳关
- RD1842 杨弦 岁月
- RD1843 许景淳 真想要飞
- RD1845 李嘉 天王金选
- RD1847 赵咏华 多说一些话
- RD1848 FUN4 梦想。挑战 白色幸福
- RD1849 许景淳 天顶的月娘啊XRCD
- RD1852 许景淳 你来自何方
- RD1853 FUN4 梦想。挑战 爱的鼓励
- RD1855 2moro 食尚玩家之食神归位大便当
- RD1856 黄鸿升 不屑
- RD1857 林淑容 今夜星辰闪烁-璀璨30最精选
- RD1858 曹格 超级4th场
- RD1859 杨青倩 武法舞天
- RD1860 杨青倩 舞林少女
- RD1861 合辑 大人的情歌1
- RD1862 合辑 大人的情歌2
- RD1863 李宇春 同名专辑
- RD1865 伍家辉 我疯你
- RD1866 黄鸿升 爱&英雄
- RD1867 任贤齐 创作集 音乐旅行者
- RD1868 卓文萱 Play n Fun 1+1新歌+精选辑
- RD1869 合辑 珍爱·女声1
- RD1870 合辑 珍爱·女声2
- RD1871 合辑 歌声满行囊1
- RD1872 合辑 歌声满行囊2
- RD1873 万芳 我们不要伤心了
- RD1875 合辑 听风的歌1
- RD1876 合辑 听风的歌2
- RD1877 纵贯线 南下专线
- RD1878 黄品源 双鱼的责任
- RD1879 陈升 P.S.是的，我在台北
- RD1880 郁可唯 蓝短裤
- RD1882《有一天》电影原声带
- RD1883 黄鸿升 御守之心
- RD1885《初恋红豆冰》电影原声带
- RD1887《爱你一万年》电影原声带
- RD1889 卓文萱 夏雪
- RD1890 滚动合辑 PLAYBOYZ
- RD1891 商东茜 好起来
- RD1892 钟汉良 视觉动物
- RD1893《死神少女》电视原声带
- RD1895 甄妮 甄藏17-银河经典重现
- RD1896 李岗霖 第三定律
- RD1897 林凡 眼泪流回去
- RD1898 林子曦 脸
- RD1899 泰武国小古谣传唱队 2010快乐天堂
- RD1901 滚石30青春音乐记事簿之青青校树
- RD1902 滚石30青春音乐记事簿之一期一会
- RD1903 滚石30青春音乐记事簿之站牌之恋
- RD1904 滚石30青春音乐记事簿之纸条传情
- RD1905 滚石30青春音乐记事簿之风雨操场
- RD1906 滚石30青春音乐记事簿之恋爱学分
- RD1907 滚石30青春音乐记事簿之1314
- RD1908 滚石30青春音乐记事簿之生命之歌
- RD1909 滚石30青春音乐记事簿之三角习题
- RD1910 滚石30青春音乐记事簿之狂飙青春
- RD1911 滚石30青春音乐记事簿之开心农场
- RD1912 滚石30青春音乐记事簿之放学路上
- RD1913 滚石30青春音乐记事簿之交换日记
- RD1914 滚石30青春音乐记事簿之午夜电台
- RD1915 滚石30青春音乐记事簿之再见初恋
- RD1916 滚石30青春音乐记事簿之不让你睡
- RD1917 滚石30青春音乐记事簿之毕业旅行
- RD1918 滚石30青春音乐记事簿之一夜长大
- RD1919 滚石30青春音乐记事簿之祝你幸福
- RD1920 滚石30青春音乐记事簿之灯火阑珊
- RD1921 猴子飞行员 My Guitar
- RD1923 张震岳 两手空空
- RD1924 陈世兴 空山灵雨
- RD1925《犀利人妻》幸福秘笈音乐图文原声带
- RD1926 周华健 花旦
- RD1927 潘嘉丽 超给丽
- RD1928 新宝岛康乐队 <八>脚开开
- RD1929 郁可唯 微加幸福
- RD1930 黄鸿升 金刚变形
- RD1931 莫文蔚 我的·莫文蔚 五光十色 最精彩选辑
- RD1932 李晟 OMG
- RD1933 吴忠明 Dr.Q吴忠明
- RD1935 黄鸿升 黑心伤品
- RD1936《命中注定最犀利》影视主题曲大合辑
- RD1937 张杰 最接近天堂的地方
- RD1938 卓文萱 反正卓文萱
- RD1939 林凡 爱情_很突然
- RD1940 陈升 流浪日记二部曲 家在北极村
- RD1941 MC HOTDOG 贫民百万歌星
- RD1942 李娅莎 春夏秋冬
- RD1943《小资女孩向前冲》电视原声带
- RD1945 陈威全 倾听
- RD1946 陈乃荣 同种异类
- RD1947 赤道2 闲了liao3
- RD1948 万芳 原来我们都是爱着的
- RD1949《犀利人妻最终回: 幸福男·不难》电影原声带
- RD1950 郁可唯 失恋事小
- RD1951 猴子飞行员 Big Child
- RD1952 邹宗翰 第一人称I am Hans
- RD1953 新宝岛康乐队 第狗张
- RD1954 io乐团 到头来疯的难道是我
- RD1955 黄锦雯 陪伴幸福
- RD1956 李娅莎 爱
- RD1957 成龙 妙手空空
- RD1958 FUN4 出口EXIT
- RD1959 黄鸿升 超有感
- RD1960 赵咏华 简单的幸福
- RD1961 张震岳 我是海雅谷慕
- RD1962 黄崇旭 反正就是
- RD1963 林凡 爱是最美的事情
- RD1964 林靖雨 I
- RD1965 杜德伟 好样
- RD1966 周华健 江湖
- RD1967 陈升 我的小清新
- RD1969 李国修 李国修的私房带
- RD1970 唐从圣 双从人格
- RD1972 李娅莎 一个人，唱情歌
- RD1974《幸福快递》电影原声带
- RD1975《就是要你爱上我》电视原声带
- RD1976 符致逸 Good Morning, Hard City
- RD1977《我的自由年代》电视原声带
- RD1978《女人30 情定水舞间》电视原声带
- RD1979 顽童MJ116 Fresh Game
- RD1980 郁可唯 温水
- RD1981 新宝岛康乐队 第叔张
- RD1982《巷弄里的那家书店》电视原声带
- RD1983 八三夭 大逃杀
- RD1984《征婚启事》电视原声带
- RD1985 林凡 岁月这把刀
- RD1986 周华健 水浒三部曲 原创音乐选辑
- RD1987《俏魔女抢头婚》电视原声带
- RD1988 卓文萱 灼乐感
- RD1989 邹宗翰 Hans 2nd Album
- RD1990 孙盛希 Girls 孙盛希1st创作专辑
- RD1991 齐豫 叩钟偈 准提神咒
- RD1992 李娅莎 希望‧幸福
- RD1993 万芳 一半·万芳的小剧场
- RD1994 曹格 我们是朋友
- RD1995 黄鸿升 ALiEN
- RD1996 齐豫 八圣吉祥祈请文 佛子行三十七诵
- RD1997 陈升 是否，你还记得
- RD1998 陈零九 Nine
- RD1999 兄弟本色 FLY OUT
- RD2000 新宝岛康乐队 第11张：UP UP
- RD2001 陈冠宇meets潘越云 钢琴之爱
- RD2003 陈冠宇meets罗大佑 钢琴之爱II
- RD2004 陈冠宇 钢琴之爱III 跟我说爱我
- RD2005 李娅莎 Live 台北/骚故事
- RD2006《1989一念间》电视原声带
- RD2007 西山 屌人
- RD2008 张洪量 作品13 格陵兰情书
- RD2009《滚石爱情故事》电视原声带 CD1：恋习座
- RD2010《滚石爱情故事》电视原声带 CD2：爱离座
- RD2011《滚石爱情故事》电视原声带 CD3：自由入座
- RD2012 兄弟本色 WE WILL RULE 背水一战
- RD2013 陈柏铨 穿金
- RD2014 N.P.E.自由引力 在自由
- RD2015 郁可唯 00:00
- RD2016 孙盛希 Between
- RD2018 八三夭 生存指南
- RD2019 李娅莎 多桑@纯萃年代
- RD2020《独家保镖》电视原声带
- RD2021《浮士德的微笑》电视原声带
- RD2022 辛晓琪 明白
- RD2023 毛恩足 枕头上的海浪声
- RD2024 赖铭伟 心内话
- RD2025 兄弟本色 搞砸
- RD2027 李权哲 醒着不醉
- RD2028 齊豫 / 地藏讚
- RD2029 陳昇 / 歸鄉
- RD2030 鞠起 无法停止
- RD2032 鄭柏育 怪胎大雄
- RD2033 陈零九 敢不敢
- RD2035 費玉清 凱旋 (滾石時代經典復刻系列)
- RD2036 費玉清 甲人做伙 (滾石時代經典復刻系列)
- RD2037 費玉清 跟著地球旋轉 (滾石時代經典復刻系列)
- RD2038 顽童MJ116 干大事
- RD2039 黄鸿升+TAT乐团 HUMAN
- RD2040 原子邦妮 谢谢你曾经让我悲伤
- RD2041 李友珊 迷失方向
- RD2042 陈升 南机场人
- RD2043 赖慈泓 别来无恙
- RD2045 万芳 时间仍然继续在走2018
- RD2046 孙盛希 女．人
- RD2047 达西 同名专辑
- RD2049 陳昇 華人公寓
- RD2050 陈零九 情歌
- RD2051 顽童MJ116 董Don
- RD2053 陳葦廷 Peace
- RD2054 ONER 过敏
- RD2055 毛不易 平凡的一天
- RD2056 孙盛希 希游记
- RD2057 星期二乐团 星期二
- RD2059 杜德伟 起来
- RD2060 雲端司機 低成本专辑
- RD2061 陳昇 无歌之歌
- RD2062 原子邦妮 我在宇宙的边缘
- RD2063 官灵芝 爵好
- RD2064 曹格 曹小格 Super Junior
- RD2065 周华健 張大春 原創音樂劇『賽貂蟬』
- RD2066 万芳 ……那些美丽的相遇
- RD2068 八三夭 一事無成的偉大-自選作品輯
- RD2069 MC Hotdog 废物
- RD2070 小男孩乐团 第三个愿望
- RD2074 张震岳 远走高飞
- RD2075 陈升 七天
- RD2076 周华健 少年
- RD2077 小春 啥款
- RD2078 原子邦妮 在名為未來的波浪裡
- RD2079 陈零九 过 Pass
- RD2080 阿斑 人生中遇到的美景
- RD2082 李婭莎 毒糖仔
- RD2083 何瑞康 山那
- RD2084 PUZANGALAN兒童合唱團  雲起時的戀曲
- RD2085 想見你 電視原聲帶
- RD2086 赖慈泓  这就是人生啊
- RD2087 李浩瑋  Diamond In The Rough
- RD2088 E.SO瘦子  靈魂出竅
- RD2090 王晴  小小
- RD2091 蘇慧倫 生命之花Flower of Life
- RD2092 2020-07 林逸欣 想都沒想過
- RD2093 2020-06 張三李四 Seen It All?
- RD2095 辛曉琪 人生若只如初見演唱會
- RD2096 2020-09 江静 挺好的 江静
- RD2097 2020-08 齊豫 猿聲猿音
- RD2098 2021-02 Goatak 王謙病 GV-17
- RD2099 2020-10 陈升 末日遗绪
- RD2101 2021-09 奕超 自己
- RD2102 2020-12 孙盛希 出没地带
- RD2103 2020-11 黄鸿升 Plan B
- RD2104 2020-12 原子邦妮 乐游原
- RD2105 曹雅雯 自本
- RD2106 九澤CP 第四象限
- RD2107 林助家 人文、歌謠、觀音山
- RD2108 大淵 Phat Life 過得爽爽
- RD2109 李浩瑋Howard Lee  Diamond In The Rough (Acoustic version）
- RD2110 萬芳 時間仍然繼續在走演唱會
- RD2112 MC HotDog热狗 姚中二
- RD2113 瘦子 EARTHBOUND
- RD2114 小男孩乐团 小男孩如是说
- RD2115 陈升 丽春
- RD2116 原声带 无神之地不下雨
- RD2117 林垂立 车站 春夏秋冬 音乐故事作品专辑1
- RD2118 原子邦妮 如果我有勇气失去你
- RD2120 公爵夫人 urban a day
- RD2121 肯邓 爱情山
- RD2122 陈零九 10000次
- RD2124 叶颖 活的像自己的名字